# Ведекинд II фон Шалксбург
Ведекинд II фон Шалксбург (на немски: Wedekind II von Schalksberg/Wittekind II von Schalksberg; * ок. 1300/пр. 1332; † 3 август 1383) е епископ на Минден от 1369 до 1383 г.

## Произход
От 1096 до 1398 г. фамилията на господарите фон Шалксбург/Берге са наследствени фогти на манастир Минден в южната част от епископството Минден. Той е син на Ведекинд фон Шалксбург († 1351) и втората му съпруга Лиза фон Золмс-Браунфелс († 1351), дъщеря на граф Хайнрих III фон Золмс-Браунфелс († 1311/1312) и Лиза фон дер Липе († 1319/1325), дъщеря на Бернхард IV фон Липе († 1275) и Агнес фон Клеве († 1285). Внук е на Герхард фон Шалксбург († сл. 1316) и Гербург фон Хомбург († сл. 1286), дъщеря на Хайнрих фон Хомбург († 1290) и София фон Волденберг († 1312). Правнук е на Ведекинд фон Шалксбург († сл. 1268) и Рихенза фон Хоя († 1268), дъщеря на граф Хайнрих I фон Хоя († 1235/1236) и Рихенза фон Вьолпе († 1227).
Ведекинд II фон Шалксбург е роднина по майчина линия на Бернхард фон Липе († 1247), епископ на Падерборн (1228 – 1247), и на Зигфрид фон Вестербург († 1297), архиепископ на Кьолн (1275 – 1297).
Брат е на Герхард фон Шалксбург, епископ на Минден († сл. 1398, не е в списъка на епископите) и на Ото III († 1398), който става след него епископ на Минден (1384 – 1397) и преписва господството Шалксбург на църквата на Минден.